# Carpias deodatus
Carpias deodatus är en kräftdjursart som beskrevs av Mueller 1992. Carpias deodatus ingår i släktet Carpias och familjen Janiridae. Inga underarter finns listade i Catalogue of Life.